# Bakterie atypowe
Bakterie atypowe – bakterie niebarwiące się podczas barwienia metodą Grama (nie są one ani Gram-dodatnie, ani Gram-ujemne). Należą do nich bakterie z rodziny Chlamydiaceae, z rodzaju Legionella i z rodziny Mycoplasmataceae (w tym Mycoplasma i Ureaplasma). Bakterie z rodziny Rickettsiaceae są często uważane za atypowe.
Bakterie Gram-dodatnie mają grubą warstwę peptydoglikanu w ścianie komórkowej, która zatrzymuje fiolet krystaliczny podczas barwienia metodą Grama, co daje purpurowy kolor. Bakterie Gram-ujemne mają cienką warstwę peptydoglikanu, która nie zatrzymuje fioletu krystalicznego, więc po dodaniu safraniny w trakcie procesu zabarwiają się na czerwono. 
Chlamydiaceae i Mycoplasmataceae nie mają warstwy peptydoglikanu w swoich ścianach komórkowych, więc nie zatrzymują fioletu krystalicznego ani safraniny, co powoduje, że pozostają bezbarwne przy zastosowaniu metody Grama. Rickettsiaceae są, technicznie rzecz ujmując, Gram-ujemne, ale mają zbyt małe rozmiary, aby się dobrze zabarwić, dlatego często uważane są za atypowe. 
Peptydoglikany są miejscem działania antybiotyków beta-laktamowych (penicyliny, cefalosporyny), więc bakterie z rodzaju chlamydii (wśród których znajdują się Chlamydiaceae) i Mycoplasma są oporne na te leki, co w tym sensie czyni je również „atypowymi” w leczeniu wywołanych przez nie infekcji. W leczeniu atypowych infekcji bakteryjnych zwykle skuteczne są makrolidy.